# São Joaninho (Castro Daire)
São Joaninho is een plaats (freguesia) in de Portugese gemeente Castro Daire en telt 413 inwoners (2001).